# Piragüismo en maratón

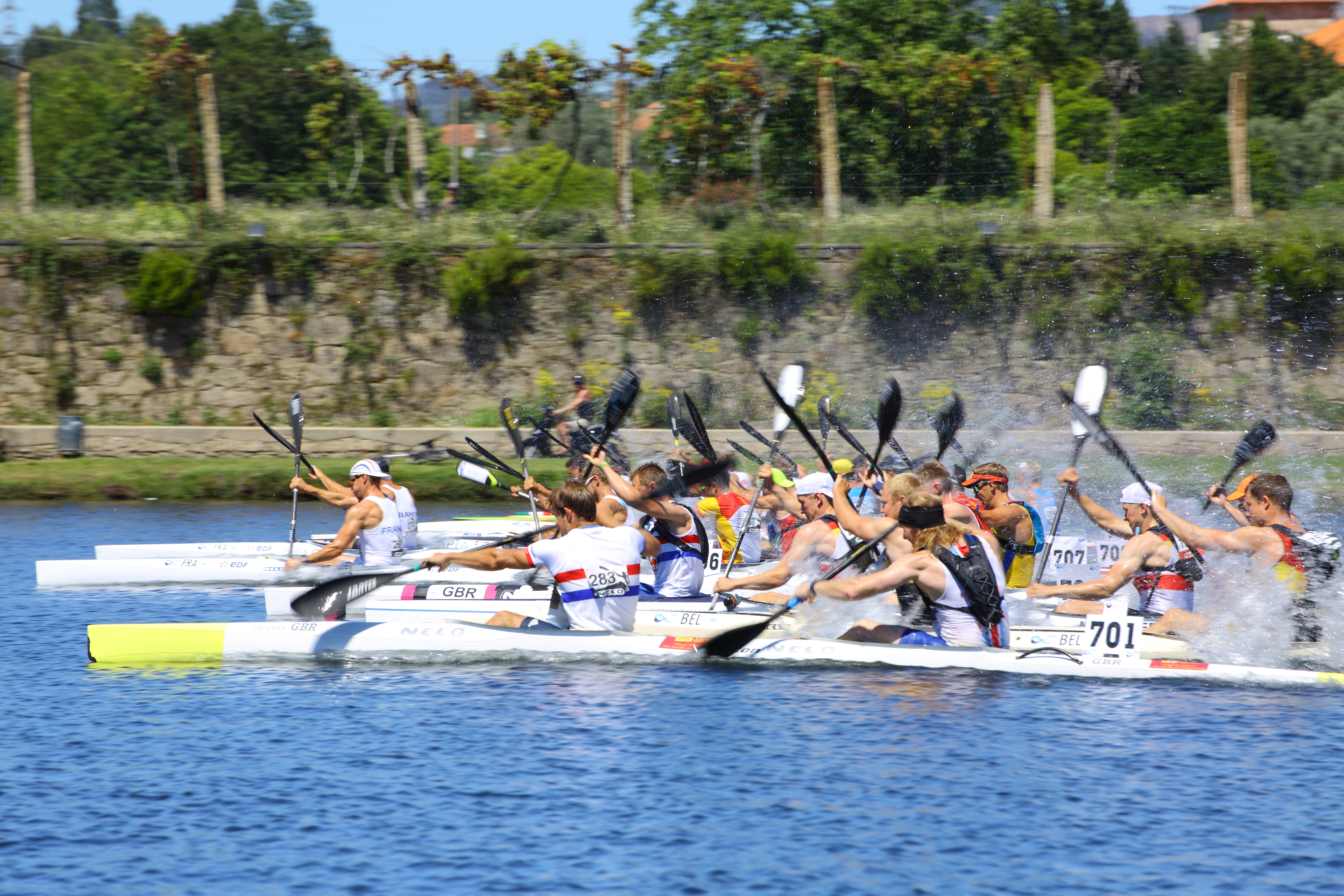
Campeonato Europeo de Piragüismo en Maratón de 2017.

El piragüismo en maratón (también conocido como Maratón en Kayak) representa aquellas competiciones de piragüismo en las que se debe recorrer largas distancias en un determinado circuito, realizando un porteo en cada vuelta.
No es una modalidad olímpica y actualmente, la principal de estas competiciones es el Campeonato Mundial de Piragüismo en Maratón, organizado anualmente desde el 1988 por la ICF.

## Distancias
Las distancias a recorrer en esta modalidad varían dependiendo de la categoría, tanto en edad, sexo o en tipo de embarcación. Por ello, las distancias a recorrer son las siguientes:
- 30 km: para las categorías kayak masculino sénior.

- 26.25 km: para las categorías canoa, kayak femenino sénior y kayak masculino sub-23.

- 22.5 km: para las categorías canoa y kayak femenino sub-23 y kayak masculino junior.

- 18.75 km: para las categorías canoa y kayak femenino junior.

- 3.60 km: distancia única para todas las categorías. Categoría inaugurada en el 2019.

## Porteos

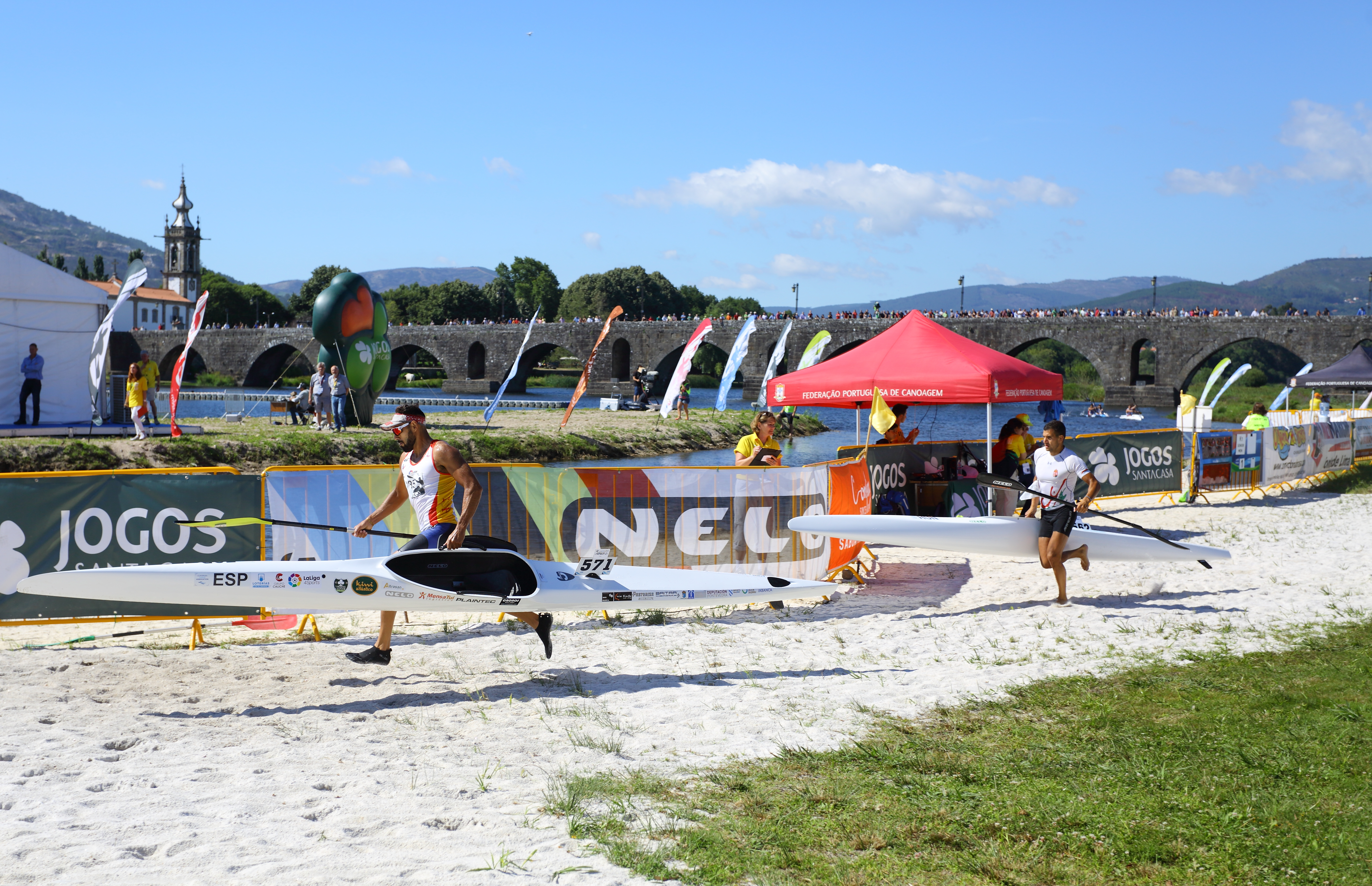
Porteo en el Campeonato Europeo de Piragüismo en Maratón de 2017

Un porteo es aquella fase de la competición en la que el participante debe realizar en cada vuelta del circuito. Primero debe que dirigirse a un lugar establecido en el circuito, desembarcar de su piragua y correr con ella por una distancia de entre 100 y 300 metros en dirección al punto de embarcación en el que debe continuar su carrera en el agua.